# Ferry Aid
Ferry Aid was een gelegenheidsformatie van voornamelijk Britse muzikanten, die in 1987 een hit scoorde met Let it be.
Op 6 maart 1987 vertrok de roroferry Herald of Free Enterprise in de haven van Zeebrugge richting Dover, maar kapseisde vlak daarna en 193 mensen kwamen om het leven. De Britse krant The Sun had voor deze reis goedkope tickets verkocht aan zijn lezers en richtte voor de overlevenden en nabestaanden het The Sun's Zeebrugge Disaster Fund op. Om geld in te zamelen voor dit fonds organiseerde The Sun het liefdadigheidsproject Ferry Aid. Het destijds succesvolle producerstrio Stock, Aitken & Waterman werd aangesteld om het Beatlesnummer Let It Be opnieuw op te nemen. Hoewel niet alle gevraagde personen aan het project van The Sun wilden meewerken, heeft toch een groot gezelschap van Britse artiesten, onder wie Boy George, Kate Bush en Mark Knopfler, meegezongen of -gespeeld in het nummer. Ook componist van het nummer en ex-Beatle Paul McCartney zong mee op de single. De opnames vonden plaats in de PWL Studios in Londen van zaterdag 14 tot maandag 16 maart. Mark King (Level 42) was op zaterdagochtend de eerste die zijn bijdrage opnam en Paul King (King) op maandagavond de laatste. Alleen Paul McCartney kwam niet zelf naar de PWL Studios, maar nam zijn bijdrage in zijn eigen studio op. Graham Watson-Thomas ontwierp een speciaal logo voor het project: een blauw anker met daarop een gele g-sleutel en een notenbalk.

## Artiesten
De volgende artiesten soleerden op Let it be. De zeven vetgedrukte artiesten staan afgebeeld op de hoes van de single.
- Paul McCartney
- Boy George
- Sara Dallin, Keren Woodward (Bananarama) en Nick Kamen
- Paul King (King)
- Mark King (Level 42)
- Taffy
- Andy Bell (Erasure)
- Pepsi & Shirlie
- Mel & Kim
- Jaki Graham
- Gary Moore (gitaarsolo)
- Mark Knopfler (gitaarsolo)
- Kim Wilde en Nik Kershaw
- Edwin Starr
- Ben Volpeliere-Pierrot (Curiosity Killed the Cat)
- Ruby Turner
- Kate Bush

De rest van het koor bestond uit: Bonnie Tyler, Errol Brown, Hazel O'Connor, The Nolans, Rick Astley, Jim Diamond, Doctor & the Medics, Alvin Stardust, Steve Strange, Mandy Smith, Su Pollard, Maxi Priest en leden van Frankie Goes to Hollywood, Go West, The Alarm en Bucks Fizz.
De single werd op 23 maart uitgebracht en kwam gauw daarna op de eerste plaats binnen van de UK Singles Chart. In totaal werden er meer dan 400.000 exemplaren van de single verkocht. Het nummer werd ook in de Benelux uitgebracht en behaalde in Vlaanderen en Nederland respectievelijk de tweede en derde plaats in de hitparade.

## Discografie
| Single met eventuele hitnotering(en) in de Nederlandse Top 40 | Datum van verschijnen | Datum van binnenkomst | Hoogste positie | Aantal weken | Opmerkingen |
| ------------------------------------------------------------- | --------------------- | --------------------- | --------------- | ------------ | ----------- |
| Let it be                                                     |                       | 11-4-1987             | 3               | 10           |             |

| Single met hitnotering(en) in de Vlaamse Ultratop 50 | Datum van verschijnen | Datum van binnenkomst | Hoogste positie | Aantal weken | Opmerkingen      |
| ---------------------------------------------------- | --------------------- | --------------------- | --------------- | ------------ | ---------------- |
| Let it be                                            |                       | 18-4-1987             | 2               | 8            | in de BRT Top 30 |